# ام‌وی لانگیدوک
ام‌وی لانگیدوک (به انگلیسی: MV Languedoc) یک زیردریایی است. این زیردریایی در سال ۱۹۳۷ ساخته شد.